# Mercedes-Benz Clase A
El Mercedes-Benz Clase A es un automóvil premium del segmento C (en anteriores generaciones fue un monovolumen del segmento B) producido por el fabricante alemán Mercedes-Benz desde el año 1997. Es el primer modelo de la marca con tracción delantera, y todos sus motores son de cuatro cilindros en línea. El Clase A tiene su motor en posición delantera transversal, algo también inusual en los modelos de Mercedes-Benz. El Clase A es el modelo de entrada a la marca.
En sus dos primeras generaciones el Clase A fue un monovolumen del segmento B. A pesar de su tamaño, que lo asemeja a modelos como el Audi A2, el Mini y el Volkswagen New Beetle. La tercera generación del Clase A creció al segmento C y adoptó una carrocería hatchback de cinco puertas, por lo que ahora compite directamente con el BMW Serie 1 y el Audi A3. El Clase CLA es la versión sedán de cuatro puertas del Clase A de tercera generación. En esta se aumenta la capacidad del maletero.

## Primera generación (W168, 1997-2005)
La primera generación del Clase A (W168) tuvo tendencias al vuelco en la "prueba del alce", que consiste en trazar varias S violentamente. Esto fue resuelto al endurecerse la suspensión, rebajarse la altura, montarse llantas con neumáticos de perfil bajo, y agregarse control de estabilidad a todos los modelos, incluso a los que ya se habían entregado a clientes. El Clase A pasó a la historia como el primer automóvil pequeño en incorporar este dispositivo.
El Clase A fue reestilizado en el año 2001; entre otros cambios, su longitud pasó de 3570 a 3605 mm. Al mismo tiempo se agregó una variante cuya longitud y batalla es 170 mm mayor que la original, para aumentar el espacio para los pasajeros traseros.

### Motorizaciones
Sus motores gasolina son un 1.4 (A 140) litros de 82 CV, un 1.6 (A 160)litros de 102 CV, un 1.9 (A 190) litros de 125 CV, y un 2.1 (A 210)litros atmosférico de 140 CV, los cuatro con dos válvulas por cilindro. El Diésel es un 1.7 litros con turbocompresor, inyección directa common-rail y cuatro válvulas por cilindro, disponible en variantes de 60, 75, 90 y 95 CV.
| Periodo                        | 1997-2005             | 2000-2005                                         | 1997-2005             | 1999-2005             | 2002-2005              |
| Identificación del motor       | M 166 E 14            | M 166 E 16 red                                    | M 166 E 16            | M 166 E 19            | M 166 E 21             |
| Tipo de motor                  | L4 8v                 | L4 8v                                             | L4 8v                 | L4 8v                 | L4 8v                  |
| Diámetro x carrera             | 80.0 mm × 69.5 mm     | 80.0 mm × 79.5 mm                                 | 80.0 mm × 79.5 mm     | 84.0 mm × 85.6 mm     | 84.0 mm × 94.0 mm      |
| Cilindrada                     | 1397 cm³              | 1598 cm³                                          | 1598 cm³              | 1898 cm³              | 2084 cm³               |
| Relación de compresión         | 11.0: 1               | 11.0: 1                                           | 11.0: 1               | 10.8: 1               | 11.0: 1                |
| Potencia máxima: CV (kW) @ rpm | 82 CV (60 kW) @ 5000  | 82 CV (60 kW) @ 5000                              | 102 CV (75 kW) @ 5250 | 125 CV (92 kW) @ 5500 | 140 CV (103 kW) @ 5500 |
| Par máximo: Nm @ rpm           | 130 Nm @ 3750         | 140 Nm @ 2500                                     | 150 Nm @ 4000         | 180 Nm @ 4000         | 205 Nm @ 4000          |
| Tracción                       | Delantera             | Delantera                                         | Delantera             | Delantera             | Delantera              |
| Transmisión                    | Manual, 5 velocidades | Manual, 5 velocidades / Automática, 5 velocidades | Manual, 5 velocidades | Manual, 5 velocidades | Manual, 5 velocidades  |
| Aceleración 0–100 km/h         | 12.9 s                | -                                                 | 10.8 s                | 8.8 s                 | 8.2 s                  |
| Velocidad máxima               | 170 km/h              | -                                                 | 180 km/h              | 198 km/h              | 203 km/h               |
| Consumo combinado (L/100 km)   | 7.1                   | -                                                 | 7.2                   | 7.7                   | 7.9                    |

| Periodo                        | 1998-2001                                     | 2001-2004                                                  | 1998-2001                                                  | 2001-2004                                                  |                 |
| Identificación del motor       | OM 668 DE 17 A red                            | OM 668 DE 17 A red                                         | OM 668 DE 17 LA red                                        | OM 668 DE 17 LA                                            | OM 668 DE 17 LA |
| Tipo de motor                  | L4 16v, inyección directa, common-rail, turbo | L4 16v, inyección directa, common-rail, turbo, intercooler | L4 16v, inyección directa, common-rail, turbo, intercooler | L4 16v, inyección directa, common-rail, turbo, intercooler |                 |
| Diámetro x carrera             | 80.0 mm × 84.0 mm                             | 80.0 mm × 84.0 mm                                          | 80.0 mm × 84.0 mm                                          | 80.0 mm × 84.0 mm                                          |                 |
| Cilindrada                     | 1689 cm³                                      | 1689 cm³                                                   | 1689 cm³                                                   | 1689 cm³                                                   |                 |
| Relación de compresión         | 19.5: 1                                       | 19.0: 1                                                    | 19.5: 1                                                    | 19.0: 1                                                    |                 |
| Potencia máxima: CV (kW) @ rpm | 60 CV (44 kW) @ 3600                          | 75 CV (55 kW) @ 3600                                       | 90 CV (66 kW) @ 4200                                       | 95 CV (70 kW) @ 4200                                       |                 |
| Par máximo: Nm @ rpm           | 160 Nm @ 1500-2400                            | 160 Nm @ 1500-2800                                         | 180 Nm @ 1600-3200                                         | 180 Nm @ 1600-3600                                         |                 |
| Tracción                       | Delantera                                     | Delantera                                                  | Delantera                                                  | Delantera                                                  |                 |
| Transmisión                    | Manual, 5 velocidades                         | Manual, 5 velocidades                                      |                                                            |                                                            |                 |
| Aceleración 0–100 km/h         | 17.7 s                                        | 15.1 s                                                     | 12.5 s                                                     | 12.1 s                                                     |                 |
| Velocidad máxima               | 153 km/h                                      | 162 km/h                                                   | 175 km/h                                                   | 180 km/h                                                   |                 |
| Consumo combinado (L/100 km)   | 4.5                                           | 4.8                                                        | 4.9                                                        | 4.9                                                        |                 |

## Segunda generación (W169, 2005-2011)
Para la segunda generación (W169) se eliminó la variante corta y se agregó una de tres puertas, de diferente diseño en la parte posterior pero de tamaño idéntico a la de cinco puertas. Con la misma plataforma y los mismos motores se desarrolló el Mercedes-Benz Clase B, un monovolumen del segmento C.

### Motorizaciones
Sus motorizaciones gasolina son un 1.5 litros de 95 CV de potencia máxima, un 1.7 litros de 116 CV, y un 2.0 litros en variantes atmosférica de 136 CV y con turbocompresor de 193 CV, todos ellos con dos válvulas por cilindro. El Diésel tiene 2.0 litros de cilindrada, inyección directa common-rail y cuatro válvulas por cilindro, y existe en tres variantes, dos con turbocompresor de geometría fija y 82 o 109 CV de potencia máxima, y una con turbocompresor de geometría variable y 140 CV.
| Periodo                        | 2005-2009                                         | 2009-2012                                         | 2005-2009                                         | 2009-2012                                         | 2005-2012                                         | 2005-2010                                         |
| Identificación del motor       | M 266 E 15                                        | M 266 E 15                                        | M 266 E 17                                        | M 266 E 17                                        | M 266 E 20                                        | M 266 E 20 AL                                     |
| Tipo de motor                  | L4 8v                                             | L4 8v                                             | L4 8v                                             | L4 8v                                             | L4 8v                                             | L4 8v, turbo, intercooler                         |
| Diámetro x carrera             | 83.0 mm × 69.2 mm                                 | 83.0 mm × 69.2 mm                                 | 83.0 mm × 78.5 mm                                 | 83.0 mm × 78.5 mm                                 | 83.0 mm × 94.0 mm                                 | 83.0 mm × 94.0 mm                                 |
| Cilindrada                     | 1498 cm³                                          | 1498 cm³                                          | 1699 cm³                                          | 1699 cm³                                          | 2034 cm³                                          | 2034 cm³                                          |
| Relación de compresión         | 11.0: 1                                           | 11.0: 1                                           | 11.0: 1                                           | 11.0: 1                                           | 11.0: 1                                           | 9.0: 1                                            |
| Potencia máxima: CV (kW) @ rpm | 95 CV (70 kW) @ 5200                              | 95 CV (70 kW) @ 5200                              | 116 CV (85 kW) @ 5500                             | 116 CV (85 kW) @ 5500                             | 136 CV (100 kW) @ 5750                            | 193 CV (142 kW) @ 5000                            |
| Par máximo: Nm @ rpm           | 140 Nm @ 3500                                     | 140 Nm @ 3500-4000                                | 155 Nm @ 3500                                     | 155 Nm @ 3500-4000                                | 185 Nm @ 3500-4000                                | 280 Nm @ 1800-4850                                |
| Tracción                       | Delantera                                         | Delantera                                         | Delantera                                         | Delantera                                         | Delantera                                         | Delantera                                         |
| Transmisión                    | Manual, 5 velocidades / Automática, 7 velocidades | Manual, 5 velocidades / Automática, 7 velocidades | Manual, 5 velocidades / Automática, 7 velocidades | Manual, 5 velocidades / Automática, 7 velocidades | Manual, 5 velocidades / Automática, 7 velocidades | Manual, 6 velocidades / Automática, 7 velocidades |
| Aceleración 0–100 km/h         | 12.6 s                                            | 12.6 s                                            | 10.9 s                                            | 10.9 s                                            | 9.8 s                                             | 7.5 s                                             |
| Velocidad máxima               | 175 km/h                                          | 175 km/h                                          | 188 km/h                                          | 188 km/h                                          | 200 km/h                                          | 228 km/h                                          |
| Consumo combinado (L/100 km)   | 6.2-6.7                                           | 6.0-6.2                                           | 6.6-6.8                                           | 6.3-6.6                                           | 6.7-6.8                                           | 7.5-7.7                                           |

| Periodo                        | 2004-2012                                                  | 2004-2012                                                  | 2004-2012                                                  |           |
| Identificación del motor       | OM 640 DE 20 LA red                                        | OM 640 DE 20 LA red                                        | OM 640 DE 20 LA                                            |           |
| Tipo de motor                  | L4 16v, inyección directa, common-rail, turbo, intercooler | L4 16v, inyección directa, common-rail, turbo, intercooler | L4 16v, inyección directa, common-rail, turbo, intercooler |           |
| Diámetro x carrera             | 83.0 mm × 92.0 mm                                          | 83.0 mm × 92.0 mm                                          | 83.0 mm × 92.0 mm                                          |           |
| Cilindrada                     | 1991 cm³                                                   | 1991 cm³                                                   | 1991 cm³                                                   |           |
| Relación de compresión         | 18.0: 1                                                    | 18.0: 1                                                    | 18.0: 1                                                    |           |
| Potencia máxima: CV (kW) @ rpm | 82 CV (60 kW) @ 4200                                       | 109 CV (80 kW) @ 4200                                      | 140 CV (103 kW) @ 4200                                     |           |
| Par máximo: Nm @ rpm           | 180 Nm @ 1400-2600                                         | 250 Nm @ 1600-2600                                         | 300 Nm @ 1600-3000                                         |           |
| Tracción                       | Delantera                                                  | Delantera                                                  | Delantera                                                  | Delantera |
| Transmisión                    | Manual, 5 velocidades                                      | Manual, 6 velocidades / Automática, 7 velocidades          | Manual, 6 velocidades / Automática, 7 velocidades          |           |
| Aceleración 0–100 km/h         | 15.3 s                                                     | 10.8 s                                                     | 9.5 s                                                      |           |
| Velocidad máxima               | 165 km/h                                                   | 186 km/h                                                   | 201 km/h                                                   |           |
| Consumo combinado (L/100 km)   | 5.4-5.8                                                    | 4.9-5.2                                                    | 5.1-5.3                                                    |           |

## Tercera generación (W176, 2012-2018)
La tercera generación (W176) fue presentada como prototipo en el Salón del Automóvil de Shanghái de 2011 y en su versión final en el Salón del Automóvil de Ginebra de 2011. En la tercera generación el Clase A pasó a ser un hatchback del segmento C y dejó de ser un monovolumen del segmento B. El modelo se ofrece también en versión sedán de cuatro puertas, llamada Clase CLA. Se presentó al público en el Salón del Automóvil de Detroit de 2011 y se comenzó a vender principios de 2012. El Mercedes-Benz Clase GLA es un todocamino con el que comparte plataforma.
Desde el 3 de julio de 2015, el Mercedes-Benz Clase A recibió una actualización de estética, equipamientos y motorizaciones. Se incluyeron nuevos paragolpes, nuevos grupos ópticos, con opción de tecnología LED en el frontal, y nuevos pilotos traseros.
También recibió modificaciones en el habitáculo, con un nuevo sistema de infoentretenimiento que integra Mirror Link y Apple Car Play, un nuevo cuadro de relojes, nuevos acabados y materiales y nuevos asientos delanteros con banqueta extensible. La gama de motorizaciones recibió un nuevo motor de gasolina de acceso, denominado A160, con 102 caballos de potencia máxima, mientras que el A45 AMG recibió un extra de potencia para llegar hasta los 381 caballos, al tiempo que se modificaba su puesta a punto, logrando con ello acelerar de 0 a 100 km/h en 4,1 segundos, lo que le devolvió el cetro del compacto deportivo más rápido del mercado, arrebatado pocos meses antes por la llegada del Audi RS3.

### Motorizaciones
Todos los motores del Clase A y CLA son turboalimentados de cuatro cilindros en línea. La gama de motores gasolina comprende un 1,6 litros de 122 o 156 CV, un 2,0 litros de 211 CV, y un 2,0 litros biturbo de 360 CV. Los Diésel son un 1,5 litros de 109 CV, un 1.8 litros de 136CV y un 2,2 litros de 170 CV. En la gama diésel solamente el motor 1,5 litros de 109 CV de la versión A 180d es de origen Renault, el resto de motores diésel de este modelo son de origen Daimler.
El Clase A y CLA se ofrece con caja de cambios manual de seis marchas o automática de siete marchas. El motor gasolina de 2,0 litros y 211 CV se ofrece en opción con tracción a las cuatro ruedas, en tanto que el de 360 CV, llamado A 45 AMG 4Matic, solo se fábrica con tracción a las cuatro ruedas.
| Periodo                        | 2015-2018                                         | 2012-2018                                         | 2012-2018                                         | 2014-2018                                     | 2012-2018                                     | 2015-2018                                     | 2013-2015                                                 | 2015-2018                                                 |        |
| Identificación del motor       | M 270 DE 16 AL red                                | M 270 DE 16 AL red                                | M 270 DE 16 AL                                    | M 270 DE 20 AL                                | M 270 DE 20 AL                                | M 270 DE 20 AL                                | M 133 DE 20 AL                                            | M 133 DE 20 AL                                            |        |
| Tipo de motor                  | L4 16v, inyección directa, turbo, intercooler     | L4 16v, inyección directa, turbo, intercooler     | L4 16v, inyección directa, turbo, intercooler     | L4 16v, inyección directa, turbo, intercooler | L4 16v, inyección directa, turbo, intercooler | L4 16v, inyección directa, turbo, intercooler | L4 16v, inyección directa, turbo twin-scroll, intercooler | L4 16v, inyección directa, turbo twin-scroll, intercooler |        |
| Diámetro x carrera             | 83.0 mm × 73.7 mm                                 | 83.0 mm × 73.7 mm                                 | 83.0 mm × 73.7 mm                                 | 83.0 mm × 92.0 mm                             | 83.0 mm × 92.0 mm                             | 83.0 mm × 92.0 mm                             | 83.0 mm × 92.0 mm                                         | 83.0 mm × 92.0 mm                                         |        |
| Cilindrada                     | 1595 cm³                                          | 1595 cm³                                          | 1595 cm³                                          | 1991 cm³                                      | 1991 cm³                                      | 1991 cm³                                      | 1991 cm³                                                  | 1991 cm³                                                  |        |
| Relación de compresión         | 10.3: 1                                           | 10.3: 1                                           | 10.3: 1                                           | 10.3: 1                                       | 10.3: 1                                       | 10.3: 1                                       | 10.3: 1                                                   | 10.3: 1                                                   |        |
| Potencia máxima: CV (kW) @ rpm | 102 CV (75 kW) @ 4500-6000                        | 122 CV (90 kW) @ 5000                             | 156 CV (115 kW) @ 5300                            | 184 CV (135 kW) @ 5500                        | 211 CV (155 kW) @ 5500                        | 218 CV (160 kW) @ 5500                        | 360 CV (265 kW) @ 6000                                    | 381 CV (280 kW) @ 6000                                    |        |
| Par máximo: Nm @ rpm           | 180 Nm @ 1200-3500                                | 200 Nm @ 1250-4000                                | 250 Nm @ 1250-4000                                | 300 Nm @ 1200-4000                            | 350 Nm @ 1200-4000                            | 350 Nm @ 1200-4000                            | 450 Nm @ 2250-5000                                        | 475 Nm @ 2250-5000                                        |        |
| Tracción                       | Delantera                                         | Delantera                                         | Delantera                                         | Total (4MATIC)                                | Delantera / Total (4MATIC)                    | Delantera / Total (4MATIC)                    | Total (4MATIC)                                            | Total (4MATIC)                                            |        |
| Transmisión                    | Manual, 6 velocidades / Automática, 7 velocidades | Manual, 6 velocidades / Automática, 7 velocidades | Manual, 6 velocidades / Automática, 7 velocidades | Automática, 7 velocidades                     | Automática, 7 velocidades                     | Automática, 7 velocidades                     | Automática, 7 velocidades                                 | Automática, 7 velocidades                                 |        |
| Aceleración 0–100 km/h         | 10.6 s                                            | 9.2-8.9 s                                         | 8.4-8.1 s                                         | 7.4-6.9 s                                     | 6.6-6.4 s                                     | 6.4-6.3 s                                     | 4.6 s                                                     | 4.2 s                                                     |        |
| Velocidad máxima               | 190 km/h                                          | 202 km/h                                          | 224 km/h                                          | 228 km/h                                      | 240 km/h                                      | 240 km/h                                      | 250 km/h (Limitada electrónicamente)                      | 250 km/h (Limitada electrónicamente)                      |        |
| Consumo combinado (L/100 km)   | 5.4-5.6                                           | 5.5-5.8                                           | 5.5-5.8                                           | 6.3                                           | 5.9-6.6                                       | 6.6-6.8                                       | 6.9-7.1                                                   | 6.9-7.3                                                   |        |
| Normativa anticontaminación    | Euro 6                                            | Euro 6                                            | Euro 6                                            | Euro 6                                        | Euro 6                                        | Euro 6                                        | Euro 6                                                    | Euro 6                                                    | Euro 6 |

| Periodo                        | 2013-2015                                                 | 2015-2018                                                 | 2013-2018                                                 | 2012-2013                                                  | 2012-2014                                                  | 2014-2018                                                  | 2012-2015                                                    | 2015-2018                                                    |
| Identificación del motor       | OM 607 DE 15 LA                                           | OM 607 DE 15 LA                                           | OM 607 DE 15 LA                                           | OM 651 DE 18 LA red                                        | OM 651 DE 18 LA                                            | OM 651 DE 22 LA red                                        | OM 651 DE 22 LA                                              | OM 651 DE 22 LA                                              |
| Tipo de motor                  | L4 8v, inyección directa, common-rail, turbo, intercooler | L4 8v, inyección directa, common-rail, turbo, intercooler | L4 8v, inyección directa, common-rail, turbo, intercooler | L4 16v, inyección directa, common-rail, turbo, intercooler | L4 16v, inyección directa, common-rail, turbo, intercooler | L4 16v, inyección directa, common-rail, turbo, intercooler | L4 16v, inyección directa, common-rail, biturbo, intercooler | L4 16v, inyección directa, common-rail, biturbo, intercooler |
| Diámetro x carrera             | 76.0 mm × 80.5 mm                                         | 76.0 mm × 80.5 mm                                         | 76.0 mm × 80.5 mm                                         | 83.0 mm × 83.0 mm                                          | 83.0 mm × 83.0 mm                                          | 83.0 mm × 99.0 mm                                          | 83.0 mm × 99.0 mm                                            | 83.0 mm × 99.0 mm                                            |
| Cilindrada                     | 1461 cm³                                                  | 1461 cm³                                                  | 1461 cm³                                                  | 1796 cm³                                                   | 1796 cm³                                                   | 2143 cm³                                                   | 2143 cm³                                                     | 2143 cm³                                                     |
| Relación de compresión         | 15.5: 1                                                   | 15.5: 1                                                   | 15.1: 1                                                   | 16.2: 1                                                    | 16.2: 1                                                    | 16.2: 1                                                    | 16.2: 1                                                      | 16.2: 1                                                      |
| Potencia máxima: CV (kW) @ rpm | 90 CV (66 kW) @ 4000                                      | 90 CV (66 kW) @ 2750-4000                                 | 109 CV (80 kW) @ 4000                                     | 109 CV (80 kW) @ 3200-4600                                 | 136 CV (100 kW) @ 3600-4400                                | 136 CV (100 kW) @ 3400-2000                                | 170 CV (125 kW) @ 3000-4200                                  | 177 CV (130 kW) @ 3600-3800                                  |
| Par máximo: Nm @ rpm           | 220 Nm @ 1750-2750                                        | 240 Nm @ 1700-2500                                        | 260 Nm @ 1750-2500                                        | 250 Nm @ 1400-2800                                         | 300 Nm @ 1600-3000                                         | 300 Nm @ 1400-3000                                         | 350 Nm @ 1600-3000                                           | 350 Nm @ 1400-3400                                           |
| Tracción                       | Delantera                                                 | Delantera                                                 | Delantera                                                 | Delantera                                                  | Delantera                                                  | Delantera / Total (4MATIC)                                 | Delantera / Total (4MATIC)                                   | Delantera / Total (4MATIC)                                   |
| Transmisión                    | Manual, 6 velocidades / Automática, 7 velocidades         | Manual, 6 velocidades / Automática, 7 velocidades         | Manual, 6 velocidades / Automática, 7 velocidades         | Manual, 6 velocidades / Automática, 7 velocidades          | Manual, 6 velocidades / Automática, 7 velocidades          | Manual, 6 velocidades / Automática, 7 velocidades          | Automática, 7 velocidades                                    | Automática, 7 velocidades                                    |
| Aceleración 0–100 km/h         | 13.8 s                                                    | 13.8 s                                                    | 11.3 s                                                    | 10.6 s                                                     | 9.3 s                                                      | 9.3 s                                                      | 8.2 s                                                        | 7.5 s                                                        |
| Velocidad máxima               | 180 km/h                                                  | 180 km/h                                                  | 190 km/h                                                  | 190 km/h                                                   | 210 km/h                                                   | 210 km/h                                                   | 220 km/h                                                     | 224 km/h                                                     |
| Consumo combinado (L/100 km)   | 3.8-4.0                                                   | 3.7-4.1                                                   | 3.8-4.0                                                   | 4.1-4.4                                                    | 4.3-4.6                                                    | 4.2-4.5                                                    | 4.0-4.2                                                      | 4.0-4.2                                                      |
| Normativa anticontaminación    | Euro 5                                                    | Euro 6                                                    | Euro 5 / Euro 6                                           | Euro 5                                                     | Euro 5                                                     | Euro 6                                                     | Euro 6                                                       | Euro 6                                                       |

## Cuarta generación (W177, 2018-2025)
El Clase A W177 es un modelo compacto de Mercedes-Benz. El vehículo es el sucesor del Mercedes-Benz W176 y se presentó el 2 de febrero de 2018 en Ámsterdam. El lanzamiento al mercado tuvo lugar el 5 de mayo de 2018.
El 4 de julio de 2019 Mercedes-Benz presentó la nueva gama AMG de la Clase A W177, introduciendo el modelo A45 AMG y A45S AMG.
La cuarta generación del Clase A se ofrece inicialmente en versión de 5 puertas (hatchback) W177. La versión larga del W177, el Z177 se presentó en abril de 2018 en Beijing, pero inicialmente solo está disponible para el mercado chino. Para los mercados restantes, se ofrecerá una versión corta de 4 puertas similar al Mercedes-Benz CLA (C117) pero más corto, el V177 también conocido como Clase A sedán.
Más adelante en 2020 se incluye una motorización híbrida enchufable A250e con 218cv basada en el motor del modelo A200 de gasolina y que es capaz de recorrer una media de 60km en modo solo eléctrico (72km según fabricante).
En 2023 está versión es actualizada y con la misma capacidad de batería y motorización, el fabricante especifica mayor potencia en ambos motores y autonomía eléctrica 82km pero con peores prestaciones:
- Potencia 163cv - 109cv (218cv)
version anterior 160cv - 102cv (218cv)
- Aceleración de 0 a 100 en 7.4s, versión anterior 6.6s
- Velocidad máxima 225km/h
versión anterior 235km/h.

### Motorizaciones
| Periodo                        | 2018-presente                                 | 2018-presente                                     | 2018-presente                                     | 2018-presente                                 | 2018-presente                                 | 2018-presente | 2019-presente | 2019-presente |
| Identificación del motor       | M 282 DE 14 AL                                | M 282 DE 14 AL                                    | M 282 DE 14 AL                                    | M 260 DE 20 AL                                | M 260 DE 20 AL                                |               |               |               |
| Tipo de motor                  | L4 16v, inyección directa, turbo, intercooler | L4 16v, inyección directa, turbo, intercooler     | L4 16v, inyección directa, turbo, intercooler     | L4 16v, inyección directa, turbo, intercooler | L4 16v, inyección directa, turbo, intercooler |               |               |               |
| Diámetro x carrera             | 72.2 mm × 81.4 mm                             | 72.2 mm × 81.4 mm                                 | 72.2 mm × 81.4 mm                                 | 83.0 mm × 92.0 mm                             | 83.0 mm × 92.0 mm                             |               |               |               |
| Cilindrada                     | 1332 cm³                                      | 1332 cm³                                          | 1332 cm³                                          | 1991 cm³                                      | 1991 cm³                                      |               |               |               |
| Relación de compresión         | 10.6: 1                                       | 10.6: 1                                           | 10.6: 1                                           | 10.5: 1                                       | 10.5: 1                                       |               |               |               |
| Potencia máxima: CV (kW) @ rpm | 109 CV (80 kW) @                              | 136 CV (100 kW) @ 5500                            | 163 CV (120 kW) @ 5500                            | 190 CV (140 kW) @ 5500                        | 224 CV (165 kW) @ 5500                        |               |               |               |
| Par máximo: Nm @ rpm           | 180 Nm @ 1375                                 | 200 Nm @ 1460                                     | 250 Nm @ 1620-4000                                | 350 Nm @ 1800                                 | 350 Nm @ 1800-4000                            |               |               |               |
| Tracción                       | Delantera                                     | Delantera                                         | Delantera                                         | Delantera / Total (4MATIC)                    | Delantera / Total (4MATIC)                    |               |               |               |
| Transmisión                    | Manual, 6 velocidades                         | Manual, 6 velocidades / Automática, 7 velocidades | Manual, 6 velocidades / Automática, 7 velocidades | Automática, 7 velocidades                     | Automática, 7 velocidades                     |               |               |               |
| Aceleración 0–100 km/h         | 10.9 s                                        | 9.2 s                                             | 8.2 s                                             | 6.9 s                                         | 6.2 s                                         |               |               |               |
| Velocidad máxima               | 200 km/h                                      | 215 km/h                                          | 225 km/h                                          | 240 km/h                                      | 250 km/h (Limitada electrónicamente)          |               |               |               |
| Consumo combinado (L/100 km)   | 5.5-5.8                                       | 5.5                                               | 5.8-6.3                                           | 6.2-6.6                                       | 6.2-6.6                                       |               |               |               |
| Normativa anticontaminación    | Euro 6d                                       | Euro 6d                                           | Euro 6d                                           | Euro 6d                                       | Euro 6d                                       |               |               |               |

| Periodo                        | 2018-presente                                             |
| Identificación del motor       | OM 608 DE 15 SCR                                          |
| Tipo de motor                  | L4 8v, inyección directa, common-rail, turbo, intercooler |
| Diámetro x carrera             | 76.0 mm × 80.5 mm                                         |
| Cilindrada                     | 1461 cm³                                                  |
| Relación de compresión         | 15.1: 1                                                   |
| Potencia máxima: CV (kW) @ rpm | 116 CV (85 kW) @ 4000                                     |
| Par máximo: Nm @ rpm           | 260 Nm @ 1750-2500                                        |
| Tracción                       | Delantera                                                 |
| Transmisión                    | Manual, 6 velocidades / Automática, 7 velocidades         |
| Aceleración 0–100 km/h         | 10.5 s                                                    |
| Velocidad máxima               | 202 km/h                                                  |
| Consumo combinado (L/100 km)   | 4.1-4.5                                                   |
| Normativa anticontaminación    | Euro 6d                                                   |